# Georges Politzer

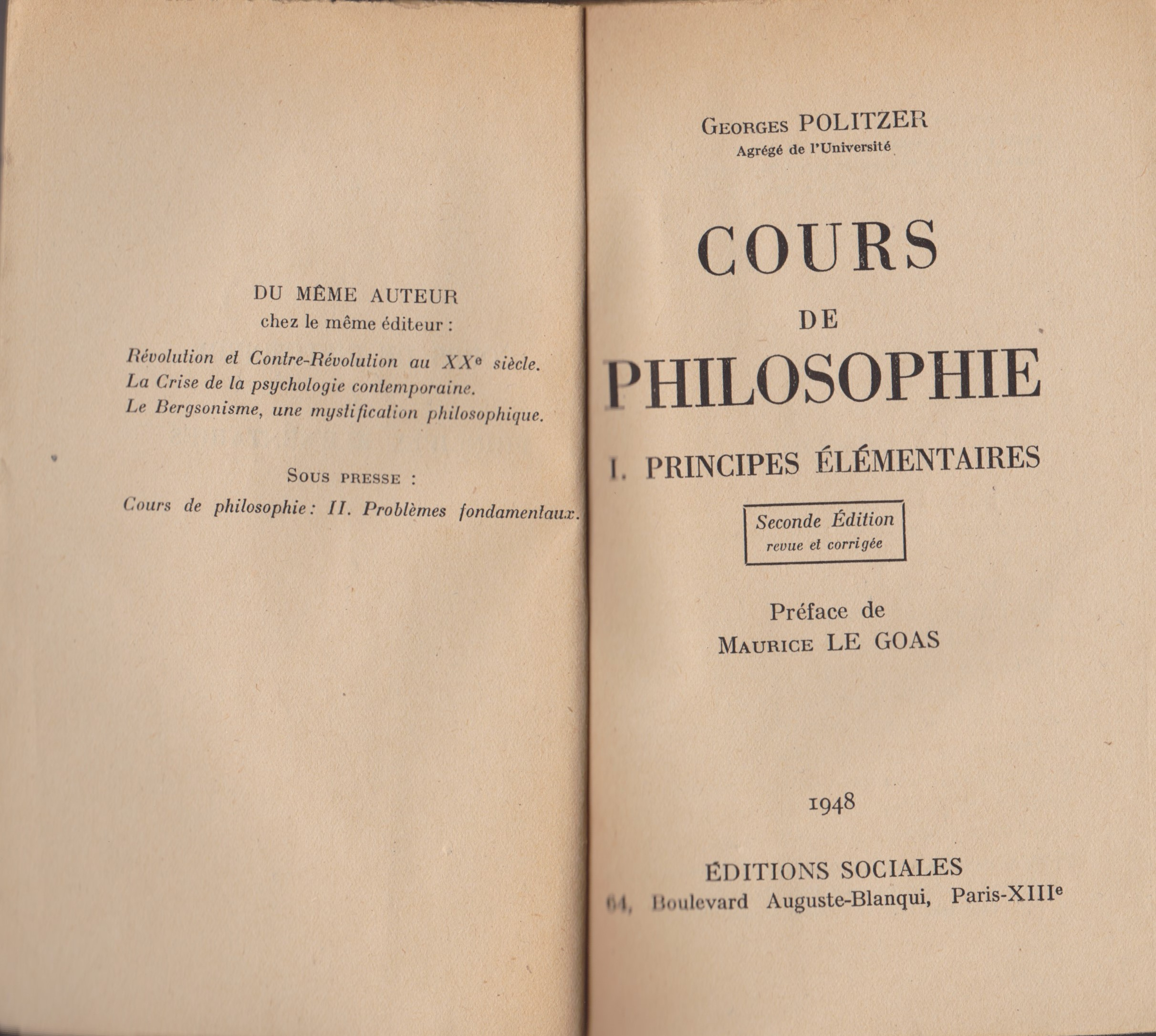
Portada del libro de Georges Politzer: "Principios elementales de la filosofía"

Georges Politzer (Nagyvárad, hoy Oradea, 3 de mayo de 1903 - Mont Valérien, 23 de mayo de 1942), psicólogo y filósofo marxista, de origen húngaro. 

## Biografía
Huye de Hungría al fracasar el intento de formación de una república soviética, tras una revolución comunista en 1919, en la cual sus parientes participaron activamente. Viaja a Viena (Austria) en donde conoce a Sigmund Freud; posteriormente viaja a París donde termina instalándose en 1921. Se destaca rápidamente como estudiante de filosofía en la universidad, donde pasa luego a ser profesor en varios institutos de París.
En 1924 funda junto a varios jóvenes - como el que sería uno de los grandes pensadores marxistas, Henri Lefebvre -, la revista Philosophies. Sin embargo, tiempo después se aparta y funda la Revista de Psicología Concreta (que tuvo corta duración), en la que se dedica más al campo de la psicología.
Con gran influencia de Freud, se dedica al psicoanálisis y escribe su obra Crítica de los fundamentos de la psicología, en 1927. Publicada en 1928 por Rieder, fue considerada como una introducción al psicoanálisis por los estudiantes franceses de la época. En dicha obra inicia sus investigaciones en lo que él llama la psicología concreta. En 1929 se adhiere al Partido Comunista Francés y desde ese entonces se dedica a estudiar el marxismo.
Participa en la fundación de la Universidad Obrera de París en los años 30 donde ejerce como profesor de materialismo dialéctico hasta que la ocupación nazi disuelve la universidad en 1940. A partir de esa época, junto a la dirección del Partido Comunista Francés, entra en la clandestinidad para iniciar la resistencia contra los fascistas, publicando dos revistas antifascistas: L'Université Libre y La Pensée Libre, en 1940. Continúa su resistencia clandestina contra el régimen nazi hasta que es detenido en 1942 por los franceses colaboradores de los nazis, tras lo cual es torturado y posteriormente fusilado en mayo de ese año. Son conocidas sus últimas palabras antes de su fusilamiento en la cual resume su comportamiento desafiante característico: "¡Yo os fusilo a todos!".
En forma póstuma se publica su obra Principios elementales y fundamentales de filosofía, realizada gracias a los apuntes de sus alumnos del curso 1935-1936 en la Universidad Obrera.

## Obra
- Against Bergson and some other writers, Philosophical Writings (Contre Bergson et quelques autres), 1924-1939
- Philosophical Investigations into the Essence of Human Freedom, French translation of Schelling, 1926
- Critique of the Foundations of Psychology (Critique des Fondements de la Psychologie), 1928
- Bergsonism, a Philosophical Hoax (La fin d'une parade philosophique: Le bergsonisme), 1929, under the name of François Arouet
- The Great Problems of Nowadays Philosophy (Les Grands Problèmes de la Philosophie Contemporaine), 1938
- Philosophy and Myths (La Philosophie et les Mythes), 1939
- Philosophy of the Enlightment and Modern Thought (La Philosophie des Lumières et la Pensée moderne), 1939
- What is Rationalism? (Qu'est-ce que le rationalisme?), 1939
- The End of Psychoanalysis (La Fin de la Psychanalyse), 1939
- In the Cellar of the Blind, Chronicles on Nowadays Obscurantism (Dans la cave de l'aveugle, chronique de l'obscurantisme contemporain), 1939
- Blood and Gold (Sang et Or) or Gold Vanquished by Blood (L'Or Vaincu par le Sang), November 1940
- Revolution and Counter-revolution in the 20th Century (Révolution et Contre-révolution au XXè Siècle), Éditions Sociales, March 1941
- Antisemitism, Racism and the jewish problem (L'antisémitisme, le racisme, le problème juif), 1941
- Obscurantism in the 20th century (L'Obscurantisme au 20ème siècle), 1941
- A Course on Marxism (Cours de Marxisme), 1935-1936
- Elementary Principles of Philosophy (Principes Élémentaires de Philosophie), 1946, notes taken in the course taught at l'Université Ouvrière from 1935 to 1936
- Crisis of Nowadays Psychology (La Crise de la Psychologie contemporaine), 1947
- Foundamental Principles of Philosophy (Principes Fondamentaux de Philosophie), edited by Guy Besse and Maurice Caveing, 1954
- Writings 1 Philosophy and Myths (Écrits 1 La Philosophie et les Mythes), Éditions Sociales, 1973
- Writings 2 The Foundations of Psychology (Écrits 2 Les Fondements de la Psychologie), Éditions Sociales